# Melipotes fumigatus
El mielero ahumado (Melipotes fumigatus) es una especie de ave paseriforme de la familia Meliphagidae endémica de Nueva Guinea.

## Distribución
La especie es endémica de la isla de Nueva Guinea, donde puebla la Cordillera Central a lo largo de toda la isla, así como en dos poblaciones aisladas en el noroeste y el norte.

## Subespecies
Se reconocen tres subespecies:
- M. f. kumawa Diamond, 1985 – está restringida al sur de la península de Bomberai en el oeste de Nueva Guinea;
- M. f. goliathi Rothschild & Hartert, 1911 – desde las montañas de Weyland hasta el este de las montañas Herzog en el centro de Nueva Guinea;
- M. f. fumigatus Meyer, AB, 1886 – en el este las montañas Herzog y en el sureste de Nueva Guinea.